# Wereld Kanker Onderzoek Fonds
Het Wereld Kanker Onderzoek Fonds (WKOF) is een Nederlandse stichting die zich bezighoudt met onderzoek en voorlichting met betrekking tot kanker. De stichting richt zich hierbij op aspecten als voeding en leefstijl in relatie tot de preventie en overleving van kanker. Dit doet de stichting door wetenschappelijk onderzoek te stimuleren en financieren, voorlichting over (het voorkomen van) kanker te geven en zich in te zetten voor beleidsbeïnvloeding.
De officiële naam van de stichting is Stichting Wereld Kanker Onderzoek Fonds. Het Wereld Kanker Onderzoek Fonds is onderdeel van het wereldwijde World Cancer Research Fund (WCRF) netwerk. Dit is een netwerk van internationale organisaties die zich inzetten voor de preventie en overleving van kanker door middel van voeding en leefstijl.

## Oprichting en geschiedenis
Het Wereld Kanker Onderzoek Fonds is op 10 mei 1994 opgericht. Oorspronkelijk richtte het Wereld Kanker Onderzoek Fonds zich met name op de preventie van kanker als speerpunt. Sinds 2016 heeft het WKOF haar werkgebied uitgebreid met aandacht voor de rol van voeding en leefstijl tijdens en na kanker.

### Opspraak
In 2012 kwam het WKOF in opspraak door een uitzending van het radioprogramma Argos. In het programma werd gesteld dat het WKOF nauwelijks geld aan wetenschappelijk onderzoek uitgaf. Er zou een te groot deel aan fondsenwerving worden besteed, waarbij van eigen bedrijven gebruik werd gemaakt. De uitzending leidde tot vragen in de Tweede Kamer. Toenmalig staatssecretaris Teeven (Veiligheid en Justitie) gaf als reactie geen kennis te hebben van feiten die wijzen op zelfverrijking bij het Wereld Kanker Onderzoek Fonds of diens bestuursleden. Ook gaf staatssecretaris Teeven aan geen aanwijzingen te hebben dat een groot deel van de donaties op zou gaan aan fondsenwerving bij eigen bedrijven.

## Doelstelling
Het doel van het WKOF is ‘een wereld zonder kanker’. Door mensen te adviseren over hun voeding en leefstijl wil de stichting ervoor zorgen dat minder mensen kanker krijgen, meer mensen kanker overleven en de kwaliteit van leven tijdens en na kanker beter wordt. Het fonds het enige kankerfonds in Nederland dat kennis uit onderzoek vertaalt naar richtlijnen voor gezonde voeding en leefstijl om de kans op kanker te verkleinen.

## Wetenschappelijk onderzoek
Het WKOF stimuleert en financiert wetenschappelijk onderzoek naar het verband tussen voeding, voedingspatroon, lichaamsbeweging, lichaamsgewicht en kanker. Daarnaast analyseert en interpreteert de stichting doorlopend al het beschikbare wetenschappelijk bewijs op dit gebied. Dit gebeurt middels het Continuous Update Project. Op basis hiervan stelt de stichting adviezen en richtlijnen op die toegankelijk worden gemaakt en worden verspreid via publiekscampagnes.
In 2018 publiceerde het WKOF na 10 jaar onderzoek het expert-rapport ‘Diet, Nutrition, Physical Activity and Cancer: a Global Perspective’. Het rapport is gebaseerd op het grootste onderzoek ooit naar voeding, leefstijl en kanker. In dit onderzoek is gekeken naar 17 van de meest voorkomende kankersoorten en 51 miljoen mensen.

## Voorlichting
Het WKOF heeft als beleid dat gezondheidsadviezen pas worden opgesteld als het wetenschappelijk bewijs voldoet aan strenge criteria. In 2018 heeft de stichting op basis van de bevindingen van het grootste onderzoek ooit naar voeding, leefstijl en kanker 10 nieuwe aanbevelingen opgesteld voor het verkleinen van de kans op kanker. In 2018 is een voorlichtingsmodel met stoplichtkleuren ontwikkeld: groen laat zien wat je wel moet doen, oranje waar je op moet letten, en rood wat je beter niet kunt doen.
Met de website Voedingenkankerinfo.nl helpt het WKOF mensen met de diagnose kanker, hun naasten en zorgprofessionals bij vragen over voeding en leefstijl. De stichting biedt ook een vragenservice aan.
Het paarse lintje met de tekst ‘Kanker draag je niet alleen’ is onderdeel van de jaarlijkse campagne op Wereld Kanker Dag, 4 februari, met als doel bewustzijn over kanker.

## Inkomsten en uitgaven
De inkomsten van het WKOF komen volledig uit giften en donaties. Elk jaar brengt de stichting een jaarverslag uit met daarin onder andere een overzicht van de inkomsten en uitgaven.
Het WKOF is door de Nederlandse Belastingdienst aangemerkt als algemeen nut beogende instelling (ANBI).
Van 2003 tot 2013 had het WKOF een CBF-Keur. In 2012 besloot het CBF om het keurmerk van het WKOF niet te verlengen.